# Charles Chaplin Jr.
Pour les articles homonymes, voir Charles Chaplin (homonymie), Chaplin (homonymie) et Famille Chaplin.
Charles Chaplin Jr. aussi surnommé Cass Chaplin (né le 5 mai 1925, mort le 20 mars 1968) est un acteur américain de théâtre et de cinéma, fils aîné de Charlie Chaplin et de Lita Grey, sa seconde femme.

## Biographie
Charles Chaplin Jr., troisième du nom, est né à Beverly Hills en Californie. Il est le fils de l'actrice Lita Grey et le frère de Sydney Chaplin. Après le divorce de ses parents, il est élevé par sa mère et sa grand-mère maternelle. À partir du milieu des années 1930, lui et son frère rendent de fréquentes visites à leur père.
Il sert dans l'armée américaine durant la Seconde Guerre mondiale. Puis, il se marie avec l'actrice Susan Magness en 1958, et a une fille, Susan Maree Chaplin, née en mai 1959. Ils se séparent en octobre 1959, et divorcent le 23 novembre de la même année.
Il joue dans 13 films, et apparaît dans Les Feux de la rampe (Limelight) auprès de son père.
Il meurt d'une embolie pulmonaire à Santa Monica à l'âge de 42 ans. Il est enterré au Hollywood Forever Cemetery.
Peu de temps avant sa mort Cass  affirme dans ses mémoires avoir eu une relation amicale puis amoureuse avec l'actrice Marilyn Monroe. Une information qui sera par ailleurs relevée par le biographe Anthony Summers dans son livre consacré à la star. Il n'y a pas de chronologie précise pour cette relation. Toutefois, Summers assure que Cass Chaplin a même officialisé la relation auprès de ses parents en 1947 pour la Noël. La liaison prend fin quand Cass Chaplin découvre que Marilyn Monroe le trompe avec son meilleur ami, Edward G. Robinson Jr., fils de l'acteur Edward G. Robinson. Cette anecdote inspirera à l'écrivaine Joyce Carol Oates un des axes centraux de son roman Blonde qui retrace sous forme de fiction le parcours de Marilyn Monroe.

## Filmographie sélective
- 1952 : Les Feux de la rampe de Charlie Chaplin
- 1954 : Columbus entdeckt Krähwinkel (Columbus entdeckt Krähwinkel)
- 1958 : Jeunesse droguée de Jack Arnold
- 1959 : Le témoin doit être assassiné de Charles F. Haas
- 1959 : Le Grand Damier (Night of the Quarter Moon) de Hugo Haas
- 1959 : Les Beatniks

## Théâtre
- Now I Lay Me Down to Sleep de Elaine Ryan, d'après Ludwig Bemelmans
- Ethan Frome (avec son frère Sydney)

## Apparition
- Son rôle est interprété par Patrick Dempsey dans la mini-série Blonde (2001).
- Son rôle est interprété par Xavier Samuel dans le film Blonde (2022).